# Eveliina Mäkinen
Eveliina Mäkinen, född Suonpää den 12 april 1995 i Kiukais, är en finländsk ishockeymålvakt. Tillsammans med finländska damlandslaget tog hon brons vid Olympiska vinterspelen 2018. Säsongen 2018/19 spelar hon för Linköping HC.